# Alma (Texas)
Alma es un pueblo ubicado en el condado de Ellis en el estado estadounidense de Texas. En el Censo de 2010 tenía una población de 331 habitantes y una densidad poblacional de 23,4 personas por km².

## Geografía
Alma se encuentra ubicado en las coordenadas 32°16′34″N 96°32′36″O / 32.27611, -96.54333. Según la Oficina del Censo de los Estados Unidos, Alma tiene una superficie total de 14.14 km², de la cual 14.1 km² corresponden a tierra firme y (0.29%) 0.04 km² es agua.

## Demografía
Según el censo de 2010, había 331 personas residiendo en Alma. La densidad de población era de 23,4 hab./km². De los 331 habitantes, Alma estaba compuesto por el 83.08% blancos, el 0% eran afroamericanos, el 0% eran amerindios, el 0% eran asiáticos, el 0% eran isleños del Pacífico, el 15.71% eran de otras razas y el 1.21% pertenecían a dos o más razas. Del total de la población el 22.66% eran hispanos o latinos de cualquier raza.